# 长江乡 (嫩江市)
长江乡，是中华人民共和国黑龙江省黑河市嫩江市下辖的一个乡镇级行政单位。

## 行政区划
长江乡下辖以下地区：
长江村、福山村、沿江村、永福村、清江村、金石村和英山村。